# Else Theill Sørensen
Else Theill Sørensen f. Else Lundberg Nielsen (27. april 1941 i Skive – 5. maj 2012 smst) var en dansk politiker som har repræsenteret Det Konservative Folkeparti i Folketinget 1987-1990 og igen fra 2001-2005.

## Biografi fra Folketingets hjemmeside
Else Theill Sørensen, lektor.
Det Konservative Folkeparti – Folketingsmedlem for Viborg Amtskreds 8. sept. 1987-11. dec. 1990 og fra 20. nov. 2001.
Født 27. april 1941 i Skive, datter af overassistent Svend Nielsen og sygehjælper Karen Correll Lundberg.
Skive Nordre Skole og Skive Søndre Skole 1948-56. Student Viborg Katedralskole 1959. Cand.mag. (mat., fys. og kemi) Aarhus Universitet 1959-66.
Timelærer/adjunkt Skive Seminarium, 1963-73. Adjunkt Morsø Gymnasium, 1967-68 Undervist ved Danmarks Lærerhøjskole 1970-76. Adjunkt/lektor ved Skive Gymnasium fra 1968. Lektor og adm. inspektor ved Skive Gymnasium 1980-87.
Kredsformand Skivekredsen 1982-84, amtsformand 1984-87. Medl. af ligningskommissionen i Skive 1986-90 og af Skatteankenævnet i Skive 1990-2001, formand 1998-2001.
Medlem af bestyrelsen for Gymnasieskolernes Lærerforening 1973-74 og formand for Gymnasieskolernes Inspektorforening 1986-87. Medlem af bestyrelsen for Foreningen af Danske Skatteankenævn fra 1998.
Redaktør og medforfatter af »Tal og Mængder«, regnebogssystem for folkeskolens 1.-10. klasse.
Partiets kandidat i Skivekredsen 1986-92 og i Thistedkredsen fra 1992.